# إليزابيث هورتون
إليزابيث هورتون (بالإنجليزية: Elizabeth Horton)‏ هي متسابقة ملكة الجمال أمريكية، ولدت في 3 أكتوبر 1984 في هاي بوينت في الولايات المتحدة.

## وصلات خارجية
- إليزابيث هورتون على موقع IMDb (الإنجليزية)